# اچ‌ام‌اس سی۲۷
اچ‌ام‌اس سی۲۷ (به انگلیسی: HMS C27) یک زیردریایی بود که طول آن ۱۴۳ فوت ۲ اینچ (۴۳٫۶۴ متر) بود. این زیردریایی در سال ۱۹۰۹ ساخته شد.